# Erica platycodon subsp. maderincola
Erica platycodon subsp. maderincola é uma subespécie de planta com flor pertencente à família Ericaceae. 
A autoridade científica da subespécie é (D.C. McClint.) Rivas Mart., [[Capelo, J.C., tendo sido publicada em Itinera Geobotanica 15: 701. 2002.

## Portugal
Trata-se de uma subespécie presente no território português, nomeadamente no Arquipélago da Madeira.
Em termos de naturalidade é endémica da região atrás referida.

## Protecção
Não se encontra protegida por legislação portuguesa ou da Comunidade Europeia.